# 小行星列表/118801-118900
| 名稱         | 臨時編號   | 發現日期       | 發現地點   | 發現者                         |
| ------------ | ---------- | -------------- | ---------- | ------------------------------ |
| 小行星118801 | 2000 SY43  | 2000年9月23日  | 索科罗     | 林肯近地小行星研究小组         |
| 小行星118802 | 2000 SG47  | 2000年9月23日  | 索科罗     | 林肯近地小行星研究小组         |
| 小行星118803 | 2000 SC48  | 2000年9月23日  | 索科罗     | 林肯近地小行星研究小组         |
| 小行星118804 | 2000 SN54  | 2000年9月24日  | 索科罗     | 林肯近地小行星研究小组         |
| 小行星118805 | 2000 SB56  | 2000年9月24日  | 索科罗     | 林肯近地小行星研究小组         |
| 小行星118806 | 2000 SO57  | 2000年9月24日  | 索科罗     | 林肯近地小行星研究小组         |
| 小行星118807 | 2000 SC58  | 2000年9月24日  | 索科罗     | 林肯近地小行星研究小组         |
| 小行星118808 | 2000 SZ59  | 2000年9月24日  | 索科罗     | 林肯近地小行星研究小组         |
| 小行星118809 | 2000 SE65  | 2000年9月24日  | 索科罗     | 林肯近地小行星研究小组         |
| 小行星118810 | 2000 SD69  | 2000年9月24日  | 索科罗     | 林肯近地小行星研究小组         |
| 小行星118811 | 2000 SS73  | 2000年9月24日  | 索科罗     | 林肯近地小行星研究小组         |
| 小行星118812 | 2000 SG80  | 2000年9月24日  | 索科罗     | 林肯近地小行星研究小组         |
| 小行星118813 | 2000 ST80  | 2000年9月24日  | 索科罗     | 林肯近地小行星研究小组         |
| 小行星118814 | 2000 SB97  | 2000年9月23日  | 索科罗     | 林肯近地小行星研究小组         |
| 小行星118815 | 2000 SM108 | 2000年9月24日  | 索科罗     | 林肯近地小行星研究小组         |
| 小行星118816 | 2000 SA109 | 2000年9月24日  | 索科罗     | 林肯近地小行星研究小组         |
| 小行星118817 | 2000 SC119 | 2000年9月24日  | 索科罗     | 林肯近地小行星研究小组         |
| 小行星118818 | 2000 SJ119 | 2000年9月24日  | 索科罗     | 林肯近地小行星研究小组         |
| 小行星118819 | 2000 SW129 | 2000年9月22日  | 索科罗     | 林肯近地小行星研究小组         |
| 小行星118820 | 2000 SO131 | 2000年9月22日  | 索科罗     | 林肯近地小行星研究小组         |
| 小行星118821 | 2000 SM137 | 2000年9月23日  | 索科罗     | 林肯近地小行星研究小组         |
| 小行星118822 | 2000 SP137 | 2000年9月23日  | 索科罗     | 林肯近地小行星研究小组         |
| 小行星118823 | 2000 SH139 | 2000年9月23日  | 索科罗     | 林肯近地小行星研究小组         |
| 小行星118824 | 2000 SY142 | 2000年9月23日  | 索科罗     | 林肯近地小行星研究小组         |
| 小行星118825 | 2000 SY153 | 2000年9月24日  | 索科罗     | 林肯近地小行星研究小组         |
| 小行星118826 | 2000 SV154 | 2000年9月24日  | 索科罗     | 林肯近地小行星研究小组         |
| 小行星118827 | 2000 SY159 | 2000年9月22日  | 索科罗     | 林肯近地小行星研究小组         |
| 小行星118828 | 2000 SF163 | 2000年9月29日  | 奥德热幽夫 | P. Kušnirák、P. Pravec         |
| 小行星118829 | 2000 SJ163 | 2000年9月30日  | 奥德热幽夫 | P. Pravec、P. Kušnirák         |
| 小行星118830 | 2000 SS169 | 2000年9月24日  | 索科罗     | 林肯近地小行星研究小组         |
| 小行星118831 | 2000 SX171 | 2000年9月27日  | 索科罗     | 林肯近地小行星研究小组         |
| 小行星118832 | 2000 SF174 | 2000年9月28日  | 索科罗     | 林肯近地小行星研究小组         |
| 小行星118833 | 2000 SL180 | 2000年9月28日  | 索科罗     | 林肯近地小行星研究小组         |
| 小行星118834 | 2000 SY186 | 2000年9月21日  | 海勒卡拉   | 近地小行星追踪                 |
| 小行星118835 | 2000 SM190 | 2000年9月23日  | 索科罗     | 林肯近地小行星研究小组         |
| 小行星118836 | 2000 SP197 | 2000年9月24日  | 索科罗     | 林肯近地小行星研究小组         |
| 小行星118837 | 2000 SQ202 | 2000年9月24日  | 索科罗     | 林肯近地小行星研究小组         |
| 小行星118838 | 2000 SO205 | 2000年9月24日  | 索科罗     | 林肯近地小行星研究小组         |
| 小行星118839 | 2000 SA208 | 2000年9月24日  | 索科罗     | 林肯近地小行星研究小组         |
| 小行星118840 | 2000 SM213 | 2000年9月25日  | 索科罗     | 林肯近地小行星研究小组         |
| 小行星118841 | 2000 SR228 | 2000年9月28日  | 索科罗     | 林肯近地小行星研究小组         |
| 小行星118842 | 2000 SN229 | 2000年9月28日  | 索科罗     | 林肯近地小行星研究小组         |
| 小行星118843 | 2000 SW239 | 2000年9月28日  | 索科罗     | 林肯近地小行星研究小组         |
| 小行星118844 | 2000 ST242 | 2000年9月24日  | 索科罗     | 林肯近地小行星研究小组         |
| 小行星118845 | 2000 SP245 | 2000年9月24日  | 索科罗     | 林肯近地小行星研究小组         |
| 小行星118846 | 2000 SU245 | 2000年9月24日  | 索科罗     | 林肯近地小行星研究小组         |
| 小行星118847 | 2000 SF248 | 2000年9月24日  | 索科罗     | 林肯近地小行星研究小组         |
| 小行星118848 | 2000 SZ248 | 2000年9月24日  | 索科罗     | 林肯近地小行星研究小组         |
| 小行星118849 | 2000 SJ254 | 2000年9月24日  | 索科罗     | 林肯近地小行星研究小组         |
| 小行星118850 | 2000 SL257 | 2000年9月24日  | 索科罗     | 林肯近地小行星研究小组         |
| 小行星118851 | 2000 SX270 | 2000年9月27日  | 索科罗     | 林肯近地小行星研究小组         |
| 小行星118852 | 2000 SV276 | 2000年9月30日  | 索科罗     | 林肯近地小行星研究小组         |
| 小行星118853 | 2000 SZ286 | 2000年9月26日  | 索科罗     | 林肯近地小行星研究小组         |
| 小行星118854 | 2000 ST289 | 2000年9月27日  | 索科罗     | 林肯近地小行星研究小组         |
| 小行星118855 | 2000 SC298 | 2000年9月28日  | 索科罗     | 林肯近地小行星研究小组         |
| 小行星118856 | 2000 SS299 | 2000年9月28日  | 索科罗     | 林肯近地小行星研究小组         |
| 小行星118857 | 2000 SZ309 | 2000年9月26日  | 索科罗     | 林肯近地小行星研究小组         |
| 小行星118858 | 2000 SM311 | 2000年9月27日  | 索科罗     | 林肯近地小行星研究小组         |
| 小行星118859 | 2000 SO316 | 2000年9月30日  | 索科罗     | 林肯近地小行星研究小组         |
| 小行星118860 | 2000 SW318 | 2000年9月26日  | 索科罗     | 林肯近地小行星研究小组         |
| 小行星118861 | 2000 SM319 | 2000年9月26日  | 索科罗     | 林肯近地小行星研究小组         |
| 小行星118862 | 2000 SK343 | 2000年9月23日  | 索科罗     | 林肯近地小行星研究小组         |
| 小行星118863 | 2000 SK349 | 2000年9月30日  | 可可尼诺县 | 洛厄尔天文台近地小行星搜寻计划 |
| 小行星118864 | 2000 SQ351 | 2000年9月29日  | 可可尼诺县 | 洛厄尔天文台近地小行星搜寻计划 |
| 小行星118865 | 2000 SP354 | 2000年9月29日  | 可可尼诺县 | 洛厄尔天文台近地小行星搜寻计划 |
| 小行星118866 | 2000 SS354 | 2000年9月29日  | 可可尼诺县 | 洛厄尔天文台近地小行星搜寻计划 |
| 小行星118867 | 2000 SB355 | 2000年9月29日  | 可可尼诺县 | 洛厄尔天文台近地小行星搜寻计划 |
| 小行星118868 | 2000 ST360 | 2000年9月21日  | 可可尼诺县 | 洛厄尔天文台近地小行星搜寻计划 |
| 小行星118869 | 2000 SS362 | 2000年9月20日  | 索科罗     | 林肯近地小行星研究小组         |
| 小行星118870 | 2000 TE8   | 2000年10月1日  | 索科罗     | 林肯近地小行星研究小组         |
| 小行星118871 | 2000 TZ12  | 2000年10月1日  | 索科罗     | 林肯近地小行星研究小组         |
| 小行星118872 | 2000 TW13  | 2000年10月1日  | 索科罗     | 林肯近地小行星研究小组         |
| 小行星118873 | 2000 TY14  | 2000年10月1日  | 索科罗     | 林肯近地小行星研究小组         |
| 小行星118874 | 2000 TK28  | 2000年10月3日  | 索科罗     | 林肯近地小行星研究小组         |
| 小行星118875 | 2000 TD29  | 2000年10月3日  | 索科罗     | 林肯近地小行星研究小组         |
| 小行星118876 | 2000 TB41  | 2000年10月1日  | 可可尼诺县 | 洛厄尔天文台近地小行星搜寻计划 |
| 小行星118877 | 2000 TM44  | 2000年10月1日  | 索科罗     | 林肯近地小行星研究小组         |
| 小行星118878 | 2000 TT49  | 2000年10月1日  | 索科罗     | 林肯近地小行星研究小组         |
| 小行星118879 | 2000 TT54  | 2000年10月1日  | 索科罗     | 林肯近地小行星研究小组         |
| 小行星118880 | 2000 TJ57  | 2000年10月2日  | 可可尼诺县 | 洛厄尔天文台近地小行星搜寻计划 |
| 小行星118881 | 2000 TK57  | 2000年10月2日  | 可可尼诺县 | 洛厄尔天文台近地小行星搜寻计划 |
| 小行星118882 | 2000 TL59  | 2000年10月2日  | 可可尼诺县 | 洛厄尔天文台近地小行星搜寻计划 |
| 小行星118883 | 2000 US4   | 2000年10月24日 | 索科罗     | 林肯近地小行星研究小组         |
| 小行星118884 | 2000 UN12  | 2000年10月24日 | 索科罗     | 林肯近地小行星研究小组         |
| 小行星118885 | 2000 UZ23  | 2000年10月24日 | 索科罗     | 林肯近地小行星研究小组         |
| 小行星118886 | 2000 UL27  | 2000年10月24日 | 索科罗     | 林肯近地小行星研究小组         |
| 小行星118887 | 2000 UH35  | 2000年10月24日 | 索科罗     | 林肯近地小行星研究小组         |
| 小行星118888 | 2000 UX35  | 2000年10月24日 | 索科罗     | 林肯近地小行星研究小组         |
| 小行星118889 | 2000 UJ38  | 2000年10月24日 | 索科罗     | 林肯近地小行星研究小组         |
| 小行星118890 | 2000 UM41  | 2000年10月24日 | 索科罗     | 林肯近地小行星研究小组         |
| 小行星118891 | 2000 UA44  | 2000年10月24日 | 索科罗     | 林肯近地小行星研究小组         |
| 小行星118892 | 2000 UE44  | 2000年10月24日 | 索科罗     | 林肯近地小行星研究小组         |
| 小行星118893 | 2000 UU46  | 2000年10月24日 | 索科罗     | 林肯近地小行星研究小组         |
| 小行星118894 | 2000 UW46  | 2000年10月24日 | 索科罗     | 林肯近地小行星研究小组         |
| 小行星118895 | 2000 UO53  | 2000年10月24日 | 索科罗     | 林肯近地小行星研究小组         |
| 小行星118896 | 2000 UQ59  | 2000年10月25日 | 索科罗     | 林肯近地小行星研究小组         |
| 小行星118897 | 2000 UR60  | 2000年10月25日 | 索科罗     | 林肯近地小行星研究小组         |
| 小行星118898 | 2000 UV62  | 2000年10月25日 | 索科罗     | 林肯近地小行星研究小组         |
| 小行星118899 | 2000 UF66  | 2000年10月25日 | 索科罗     | 林肯近地小行星研究小组         |
| 小行星118900 | 2000 UA67  | 2000年10月25日 | 索科罗     | 林肯近地小行星研究小组         |